# Пеппермілл-Вілледж (Меріленд)
Пеппермілл-Вілледж (англ. Peppermill Village) — переписна місцевість (CDP) в США, в окрузі Графство принца Георга штату Меріленд. Населення — 5264 особи (2020).

## Географія
Пеппермілл-Вілледж розташований за координатами 38°53′38″ пн. ш. 76°53′16″ зх. д. / 38.89389° пн. ш. 76.88778° зх. д. (38.893962, -76.887731).  За даними Бюро перепису населення США в 2010 році переписна місцевість мала площу 1,94 км², уся площа — суходіл.

## Демографія
Згідно з переписом 2010 року, у переписній місцевості мешкало 4895 осіб у 1653 домогосподарствах у складі 1211 родини. Густота населення становила 2522 особи/км².  Було 1805 помешкань (930/км²).
Расовий склад населення:
| - 92,2 % — чорних або афроамериканців - 2,0 % — білих - 0,6 % — корінних американців - 0,3 % — азіатів - 3,3 % — осіб інших рас |

До двох чи більше рас належало 1,7 %. Частка іспаномовних становила 5,3 % від усіх жителів.
За віковим діапазоном населення розподілялося таким чином: 26,3 % — особи молодші 18 років, 59,8 % — особи у віці 18—64 років, 13,9 % — особи у віці 65 років та старші. Медіана віку мешканця становила 36,0 року. На 100 осіб жіночої статі у переписній місцевості припадало 86,6 чоловіків;  на 100 жінок у віці від 18 років та старших — 79,3 чоловіків також старших 18 років.
Середній дохід на одне домашнє господарство  становив 72 594 долари США (медіана — 68 350), а середній дохід на одну сім'ю — 77 625 доларів (медіана — 74 112). За межею бідності перебувало 15,7 % осіб, у тому числі 22,6 % дітей у віці до 18 років та 7,2 % осіб у віці 65 років та старших.
Цивільне працевлаштоване населення становило 1960 осіб. Основні галузі зайнятості: публічна адміністрація — 24,3 %, освіта, охорона здоров'я та соціальна допомога — 22,2 %, роздрібна торгівля — 14,1 %, мистецтво, розваги та відпочинок — 13,3 %.